# تشارلز سيغال
تشارلز سيغال (بالإنجليزية: Charles Segal)‏ هو ناقد أدبي وأستاذ جامعي أمريكي، ولد في 19 مارس 1936 في بوسطن في الولايات المتحدة، وتوفي بنفس المكان في 2002 بسبب سرطان.